# Wyścigowe Samochodowe Mistrzostwa Polski 1991
Sezon 1991 był trzydziestym piątym sezonem Wyścigowych Samochodowych Mistrzostw Polski.
Sezon liczył sześć eliminacji, rozgrywanych w Poznaniu (trzy razy), Kielcach (dwa razy) i Toruniu.

## Punktacja
Punkty przyznawano według klucza 25-20-17-15-13-11-9-8-7-6-5-4-3-2-1, przy czym zawodnikom w końcowej klasyfikacji uwzględniano pięć najlepszych wyników.

## Kategorie
Samochody były podzielone na następujące grupy według regulaminu FIA:
- Grupa N – samochody turystyczne, których produkcja w ciągu 12 miesięcy przekraczała pięć tysięcy egzemplarzy. Modyfikowanie tych samochodów pod kątem poprawy osiągów było niemal całkowicie zabronione;
- Grupa A – samochody turystyczne, których produkcja w ciągu 12 miesięcy przekraczała pięć tysięcy egzemplarzy. Dozwolony był duży zakres przeróbek pod kątem poprawy osiągów;
- Grupa C – prototypy sportowe o poj. do 3500 cm³;
- Grupa H – samochody niehomologowane;
- Grupa E – samochody formuł wyścigowych.

Samochody były dodatkowo podzielone na następujące klasy:
- Klasa N1 – wyłącznie samochody Polski Fiat 126p grupy N, używane przez zawodników niestartujących wcześniej w Mistrzostwach Polski;
- Klasa A1 – gr. A, poj. do 850 cm³;
- Klasa A2 – gr. A, poj. do 1300 cm³ oraz samochody FSO i Polonez grupy A do 1600 cm³;
- Klasa A3 – gr. A, poj. do 1600 cm³;
- Klasa CH1 – gr. C i H, poj. do 850 cm³;
- Klasa CH2 – gr. C i H, poj. pow. 850 cm³;
- Klasa E1 – Formuła Easter;
- Klasa E2 – Formuła Mondial (napędzane silnikami 1,6);
- Klasa E3 – samochody wyścigowe o poj. do 2000 cm³.

## Zwycięzcy
| Data               | Tor    | Klasa     | Zwycięzca (kierowcy)  | Samochód               | Zwycięzca (zespoły)                    |
| ------------------ | ------ | --------- | --------------------- | ---------------------- | -------------------------------------- |
| 18–19 maja         | Poznań | klasa N1  | Sebastian Lewandowski | Polski Fiat 126p       | Autoklub Rzemieślnik Warszawa          |
| 18–19 maja         | Poznań | klasa A1  | Krzysztof Gawroński   | Polski Fiat 126p       | Autoklub Rzemieślnik Warszawa          |
| 18–19 maja         | Poznań | klasa A2  | Henryk Mandera        | Suzuki Swift GTi       | Automobilklub Wielkopolski             |
| 18–19 maja         | Poznań | klasa A3  | Henryk Mandera        | Suzuki Swift GTi       | Automobilklub Wielkopolski             |
| 18–19 maja         | Poznań | klasa CH1 | Zbigniew Szwagierczak | Polski Fiat 126p-Honda | Automobilklub Wielkopolski             |
| 18–19 maja         | Poznań | klasa CH2 | Tadeusz Myszkier      | Fiat 131 Mirafiori-VW  | Automobilklub Morski                   |
| 18–19 maja         | Poznań | klasa E1  | Krzysztof Wodziński   | Promot 85              | Autoklub Rzemieślnik Warszawa          |
| 18–19 maja         | Poznań | klasa E2  | Aleksandr Potiechin   | Estonia 21             |                                        |
| 14–15 czerwca      | Kielce | klasa N1  | Sebastian Lewandowski | Polski Fiat 126p       | Autoklub Rzemieślnik Warszawa          |
| 14–15 czerwca      | Kielce | klasa A1  | Wojciech Cołoszyński  | Polski Fiat 126p       | Autoklub Rzemieślnik Warszawa          |
| 14–15 czerwca      | Kielce | klasa A2  | Henryk Mandera        | Suzuki Swift GTi       | Automobilklub Wielkopolski             |
| 14–15 czerwca      | Kielce | klasa A3  | Henryk Mandera        | Suzuki Swift GTi       | Automobilklub Wielkopolski             |
| 14–15 czerwca      | Kielce | klasa CH1 | Zbigniew Szwagierczak | Polski Fiat 126p-Honda | Automobilklub Wielkopolski             |
| 14–15 czerwca      | Kielce | klasa CH2 | Tadeusz Myszkier      | Fiat 131 Mirafiori-VW  | Automobilklub Morski                   |
| 14–15 czerwca      | Kielce | klasa E1  | Aleksiej Warawin      | Estonia 21             |                                        |
| 14–15 czerwca      | Kielce | klasa E2  | Darius Jonušis        | Estonia 21             |                                        |
| 13–14 lipca        | Poznań | klasa N1  | Sebastian Lewandowski | Polski Fiat 126p       | Autoklub Rzemieślnik Warszawa          |
| 13–14 lipca        | Poznań | klasa A1  | Tomasz Krukowski      | Polski Fiat 126p       | Automobilklub Kielecki                 |
| 13–14 lipca        | Poznań | klasa A2  | Henryk Mandera        | Suzuki Swift GTi       | Automobilklub Wielkopolski             |
| 13–14 lipca        | Poznań | klasa A3  | Władimir Ostrowskij   | Łada Samara 2108       |                                        |
| 13–14 lipca        | Poznań | klasa CH1 | Zbigniew Szwagierczak | Polski Fiat 126p-Honda | Automobilklub Wielkopolski             |
| 13–14 lipca        | Poznań | klasa CH2 | Václav Bervid         | BMW M3                 |                                        |
| 13–14 lipca        | Poznań | klasa E1  | Jacek Szmidt          | MTX 1-06               | Automobilklub Toruński                 |
| 13–14 lipca        | Poznań | klasa E2  | Mindaugas Dainauskas  | Estonia 21             | Faeton - Autoklub Rzemieślnik Warszawa |
| 7–8 września       | Toruń  | klasa N1  | Tomasz Zagórski       | Polski Fiat 126p       | Autoklub Rzemieślnik Warszawa          |
| 7–8 września       | Toruń  | klasa A1  | Wojciech Cołoszyński  | Polski Fiat 126p       | Autoklub Rzemieślnik Warszawa          |
| 7–8 września       | Toruń  | klasa A2  | Henryk Mandera        | Suzuki Swift GTi       | Automobilklub Wielkopolski             |
| 7–8 września       | Toruń  | klasa A3  | Wojciech Cołoszyński  | Suzuki Swift GTi       | Autoklub Rzemieślnik Warszawa          |
| 7–8 września       | Toruń  | klasa CH1 | Zbigniew Szwagierczak | Polski Fiat 126p-Honda | Automobilklub Wielkopolski             |
| 7–8 września       | Toruń  | klasa CH2 | Wojciech Smorawiński  | BMW M3                 | Automobilklub Wielkopolski             |
| 7–8 września       | Toruń  | klasa E1  | Jacek Szmidt          | MTX 1-06               | Automobilklub Toruński                 |
| 7–8 września       | Toruń  | klasa E2  | Mindaugas Dainauskas  | Estonia 21             | Faeton - Autoklub Rzemieślnik Warszawa |
| 27–28 września     | Kielce | klasa N1  | Sebastian Lewandowski | Polski Fiat 126p       | Autoklub Rzemieślnik Warszawa          |
| 27–28 września     | Kielce | klasa A1  | Tomasz Krukowski      | Polski Fiat 126p       | Automobilklub Kielecki                 |
| 27–28 września     | Kielce | klasa A2  | Krzysztof Federowicz  | Suzuki Swift GTi       | Autoklub Rzemieślnik Warszawa          |
| 27–28 września     | Kielce | klasa A3  | Wojciech Cołoszyński  | Suzuki Swift GTi       | Autoklub Rzemieślnik Warszawa          |
| 27–28 września     | Kielce | klasa CH1 | Leszek Grynhoff       | Polski Fiat 126p-Honda | Automobilklub Wielkopolski             |
| 27–28 września     | Kielce | klasa CH2 | Wojciech Smorawiński  | BMW M3                 | Automobilklub Wielkopolski             |
| 27–28 września     | Kielce | klasa E1  | Jacek Szmidt          | MTX 1-06               | Automobilklub Toruński                 |
| 27–28 września     | Kielce | klasa E2  | Valdas Jonušis        | Estonia 25             |                                        |
| 11–13 października | Poznań | klasa N1  | Sebastian Lewandowski | Polski Fiat 126p       | Autoklub Rzemieślnik Warszawa          |
| 11–13 października | Poznań | klasa A1  | Wojciech Cołoszyński  | Polski Fiat 126p       | Autoklub Rzemieślnik Warszawa          |
| 11–13 października | Poznań | klasa A2  | Grzegorz Baran        | Suzuki Swift GTi       | Automobilklub Wielkopolski             |
| 11–13 października | Poznań | klasa A3  | Guntars Yudeiks       | Łada Samara 2108       |                                        |
| 11–13 października | Poznań | klasa CH1 | Zbigniew Szwagierczak | Polski Fiat 126p-Honda | Automobilklub Wielkopolski             |
| 11–13 października | Poznań | klasa CH2 | Wojciech Smorawiński  | BMW M3                 | Automobilklub Wielkopolski             |
| 11–13 października | Poznań | klasa E1  | Mariusz Podkalicki    | Promot 85              | Automobilklub Szczeciński              |
| 11–13 października | Poznań | klasa E2  | Darius Jonušis        | Estonia 25             |                                        |

## Mistrzowie
| Klasa     | Kierowca              | Samochód               | Zespół                        |
| --------- | --------------------- | ---------------------- | ----------------------------- |
| klasa N1  | Sebastian Lewandowski | Polski Fiat 126p       | Autoklub Rzemieślnik Warszawa |
| klasa A1  | Wojciech Cołoszyński  | Polski Fiat 126p       | Autoklub Rzemieślnik Warszawa |
| klasa A2  | Henryk Mandera        | Suzuki Swift GTi       | Automobilklub Wielkopolski    |
| klasa A3  | Henryk Mandera        | Suzuki Swift GTi       | Automobilklub Wielkopolski    |
| klasa CH1 | Zbigniew Szwagierczak | Polski Fiat 126p-Honda | Automobilklub Wielkopolski    |
| klasa CH2 | Tadeusz Myszkier      | Fiat 131 Mirafiori-VW  | Automobilklub Wielkopolski    |
| klasa E1  | Jacek Szmidt          | MTX 1-06               | Automobilklub Toruński        |
| klasa E2  | Andrzej Godula        | Estonia 21             | Automobilklub Krakowski       |

Ponadto Międzynarodowy Puchar Polski dla zawodników bez polskiej licencji zdobył Litwin Mindaugas Dainauskas, startujący na Estonii 21.